# Твин Ринг Мотеги

Схема трасс Твин Ринг Мотеги

Твин Ринг Мотеги (Twin Ring Motegi) — гоночная трасса, расположенная в Мотеги (Япония). Была сооружена в 1997 году на средства компании Хонда, в ответ на рост интереса в Японии к американским гонкам по овалам. Название образовано из-за наличия двух несвязанных трасс — овальной трассы и расположенной частично в инфилде дорожной трассы.

## Конфигурации

### Овал
Овальная конфигурация является единственной трассой такого типа в Японии и используется для гонок один раз в год. Длина трассы 2493 м (1,549 мили), угол наклона бенкинга — 10°, повороты 1 и 2 имеют меньший радиус, нежели повороты 3 и 4, внося свою лепту в уникальность трека. Первая гонка CART состоялась 28 марта 1998 г., её выиграл мексиканец Адриан Фернандес. CART приезжал сюда в 1998—2002 г. В 2003 г. Хонда перестала поставлять моторы в CART, заключив контракт с IRL, которая и стала приезжать сюда с 2003 г. В 2008 г. впервые в истории гонок на машинах с открытыми колесами высшего уровня победила женщина — Даника Патрик. Также в 1998 г. сюда приезжала выставочная гонка НАСКАР, её выиграл Майк Скиннер.

### Дорожная трасса
Дорожная трасса длиной 4,8 км уникальна тем, что хотя не соединяется с овалом, использует его паддоки и главную трибуну. Движение по часовой стрелке, перепад высот практически отсутствует. Сама трасса бедна быстрыми поворотами, состоя, главным образом, из прямых и шпилек, что вызывает критику различных гонщиков. Часть трассы расположена за пределами овала, проходя под ним по туннелям, причём внешние участки трассы недоступны для обзора с главной трибуны. В отличие от овала трасса используется значительно чаще — сюда приезжают японские серии Супер-Формула и Super GT, Чемпионат мира по мотогонкам (MotoGP)